# Abd al-Karim Ghallab
Abd al-Karim Ghallab (arab. عبد الكريم غلاب , ur. 31 grudnia 1919 w Fezie, Maroko, zm. 13 sierpnia 2017 w El Jadida) – powieściopisarz marokański, jedna z najwybitniejszych postaci marokańskiego życia politycznego i kulturalnego.

## Życiorys
Działacz Partii Niepodległości (Al-Istiklal), redaktor jej organu prasowego, dziennika "Al-Alam". Uznanie przyniosły mu utwory literackie, za pomocą których walczy o sprawiedliwość społeczną w swoim kraju. Jego powieści wywarły znaczny wpływ na życie polityczne i literackie w jego ojczyźnie.
Powieść Dafanna al-madi (Pogrzebaliśmy przeszłość) z 1966 stanowi opis dążeń niepodległościowych Maroka na krótko przed uzyskaniem przez nie niezależności. Autor zajmuje się w niej także problematyką różnic klasowych i rolą edukacji świeckiej i religijnej. W innej swojej powieści, pt. Al-Mu'allim Ali, z 1971 roku Ghallab przedstawia wyzysk robotników w Fezie i rolę związków zawodowych w walce o ich prawa.

## Główne dzieła
- Sabat abwab (Siedem bram, 1965)
- Dafanna al-madi (Pogrzebaliśmy przeszłość, 1966)
- Al-Mu'allim Ali (1971)